# Eduardo Costa
Pour les articles homonymes, voir Costa et Eduardo.
Eduardo Costa, né le 23 septembre 1982 à Florianópolis, est un ancien joueur de football international brésilien qui évoluait au poste de milieu récupérateur.

## Biographie
Formé à Gremio, il est très rapidement considéré comme un grand espoir du club et du football brésilien. Il intègre alors rapidement l'équipe du Brésil moins de 17 ans, équipe avec laquelle il devient champion du monde des moins de 17 ans 1999  en Nouvelle-Zélande (6 matches joués). La saison suivante, il fait ses grands débuts dans l'équipe première de Gremio à 18 ans. Il évolue aux côtés d'un certain Ronaldinho et il est très rapidement repéré par les recruteurs européens.
C'est finalement à Bordeaux qu'il débarque en Europe, à la suite de sa sélection lors de la Copa América 2001. Arrivé en France à 19 ans, il réalise de bonnes performances et s'impose comme titulaire en Gironde, sous la houlette d'Élie Baup puis Michel Pavon. Son abattage défensif et sa rigueur font de lui un des meilleurs milieux défensifs de Ligue 1. Fort de 89 matches de Ligue 1 pour 4 buts et 19 matches en Coupe UEFA (un but) en 3 saisons, il décide de changer de club.
C'est finalement à l'Olympique de Marseille qu'il signe pour 7,5 millions d'euros (argent récolté à la suite du gros transfert de Drogba) en 2004. Malgré une saison pleine, il a eu moins de réussite sur la Canebière où ses matchs sont plus mitigés. Il ne restera d'ailleurs qu'une saison avant de rejoindre la Liga et l'Espanyol Barcelone. 
À l'Espanyol Barcelone, il découvre un nouveau championnat où il ne démérite pas. Il fait parler sa fougue, sa "combativité et sa science du tacle". Il réalise une bonne première saison au terme de laquelle, il gagne la Coupe d’Espagne. De nombreux pépins physiques viennent parasiter sa seconde saison. Il participe tout de même à l'épopée du club, finaliste de la Coupe UEFA 2007 en jouant 7 matchs dans cette compétition (il n'a pas joué la finale). L'aventure espagnole devient difficile pour lui et il décide de rentrer au Brésil.
À l'été 2007, il retournera au Brésil pour se refaire une santé en étant prêté à son club formateur, Gremio. Il retrouvera rapidement un bon niveau et après 23 matchs, il est transféré à São Paulo pour la saison 2009. 
À 26 ans, il revient alors en Europe à l'AS Monaco pour trois saisons, où Guy Lacombe cherche un joueur pour muscler son milieu de terrain. Il est transféré sur le Rocher moyennant 2,5 millions d'Euros. 
Écarté par Guy Lacombe, il est prêté pour six mois au Vasco da Gama en décembre 2010. À la fin de son prêt, il résilie son contrat avec l'ASM pour s'engager définitivement avec Vasco da Gama jusqu'en décembre 2012,.
Du début 2013 à l'été 2015 il joue pour l'Avaí Futebol Clube. Il y annonce la fin de sa carrière, à 32 ans, en juin 2015.

## Palmarès
- 1999 : Champion du monde des Moins de 17 ans ( Brésil -17 ans).
- 1999 : Champion d’Amérique du Sud des Moins de 17 ans ( Brésil -17 ans).
- 2001 : Champion d’Amérique du Sud des Moins de 20 ans ( Brésil -20 ans)
- 2001 : Vainqueur de la Coupe du Brésil (Gremio).
- 2001 : Vainqueur du championnat régional brésilien (Gremio).
- 2002 : Vainqueur de la Coupe de la Ligue (Bordeaux).
- 2006 : Vainqueur de la Coupe d’Espagne (Espanyol).
- 2007 : Finaliste de la Coupe de l'UEFA (Espanyol).
- 2010 : Finaliste de la Coupe de France (AS Monaco).
- 2011 : Vainqueur de la Coupe du Brésil (Vasco da Gama).